# Huân chương Chiến sĩ vẻ vang
Huân chương Chiến sĩ vẻ vang là một loại huy chương của Nhà nước Việt Nam Dân chủ Cộng hòa (nay là Nhà nước Cộng hòa Xã hội Chủ nghĩa Việt Nam), đặt ra theo Pháp lệnh ngày 12 tháng 9 năm 1961 của Ủy ban Thường vụ Quốc hội và ban hành theo Sắc lệnh số 52/CT ngày 16 tháng 9 năm 1961 của Chủ tịch nước Việt Nam Dân chủ Cộng hòa. Theo Luật Thi đua - Khen thưởng (ban hành ngày 26 tháng 11 năm 2003) thì Huân chương Chiến sĩ vẻ vang được đổi thành Huy chương Chiến sĩ vẻ vang.
Huân chương Chiến sĩ vẻ vang để tặng hoặc truy tặng cho quân nhân có công lao trong việc xây dựng Quân đội Nhân dân Việt Nam từ sau Kháng chiến chống Pháp (sau ngày 20 tháng 7 năm 1954)
Huân chương Chiến sĩ vẻ vang có 3 hạng được phân biệt bằng số vạch màu vàng trên dải và cuống huân chương: hạng nhất có 3 vạch, hạng nhì có 2 vạch, hạng ba có 1 vạch. Thẩm quyền tặng, truy tặng Huân chương Chiến sĩ vẻ vang do Chủ tịch nước quyết định.

## Đối tượng và tiêu chuẩn khen thưởng
Tùy theo thời gian phục vụ tại ngũ sau ngày 20 tháng 7 năm 1954 mà quân nhân có đủ tiêu chuẩn quy định được tặng hoặc truy tặng các hạng Huân chương Chiến sĩ vẻ vang như sau:
- Phục vụ tại ngũ liên tục 20 năm trở lên: được thưởng Huân chương Chiến sĩ vẻ vang hạng nhất.
- Phục vụ tại ngũ liên tục 15 năm trở lên: được thưởng Huân chương Chiến sĩ vẻ vang hạng nhì.
- Phục vụ tại ngũ liên tục 10 năm trở lên: được thưởng Huân chương Chiến sĩ vẻ vang hạng ba.
- Những quân nhân đã hy sinh trong chiến đấu hoặc công tác được truy tặng tăng lên một hạng Huân chương Chiến sĩ vẻ vang so với tiêu chuẩn đạt được trước lúc hy sinh.

## Hết hiệu lực
Theo Luật Thi đua khen thưởng do Quốc hội nước Cộng hoà xã hội chủ nghĩa Việt Nam khoá XI ban hành ngày 26 tháng 11 năm 2003 và Luật sửa đổi, bổ sung một số điều của Luật Thi đua khen thưởng 2003 do Quốc hội nước Cộng hoà xã hội chủ nghĩa Việt Nam khoá XI ban hành ngày 14 tháng 6 năm 2005: Các huy chương cấp chính phủ và cấp ngành được gọi là Kỷ niệm chương; không quy định Huân chương Chiến sĩ vẻ vang, (phủ nhận hiệu lực pháp lý hiện hành của Pháp lệnh thi đua khen thưởng năm 1961). Vì vậy, Huân chương Chiến sĩ vẻ vang đã hết hiệu lực thực hiện. Các quyết định trao tặng Huân chương Chiến sĩ vẻ vang trước khi có Luật Thi đua khen thưởng do Quốc hội nước Cộng hoà xã hội chủ nghĩa Việt Nam khoá XI ban hành ngày 26 tháng 11 năm 2003 được bảo lưu giá trị theo quy định không áp dụng hồi tỵ.

## Mô tả
1. Mẫu cũ (trước khi ban hành Luật Thi đua - Khen thưởng): Huy chương Chiến sĩ vẻ vang gồm có 2 phần: cuống và thân huy chương.
2. Mẫu mới (sau khi ban hành Luật Thi đua - Khen thưởng): Huy chương Chiến sĩ vẻ vang gồm có 2 phần:
- Dải Huy chương bằng tơ Rayon hình ngũ giác dệt màu đỏ cờ, vạch vàng (phân hạng theo vạch), cốt bằng đồng đỏ mạ vàng hợp kim Nico dày 3 micron; kích thước 38mm x 27mm x 40mm.
- Thân Huy chương hình sao vàng năm cánh cách điệu màu vàng, ở giữa có lá cờ quyết thắng, xung quanh là dòng chữ "Huy chương Chiến sĩ vẻ vang" "Việt Nam" (màu đỏ). Đường kính ngoại tiếp năm đỉnh sao bằng 47mm, chất liệu bằng đồng mạ vàng hợp kim Nico dày 3 micron.

## Hình ảnh

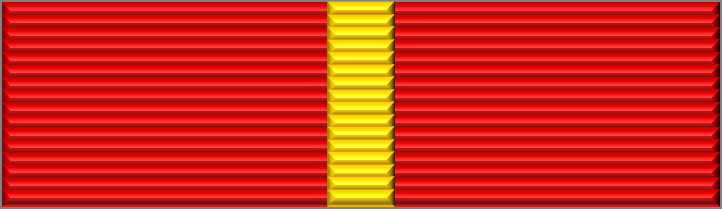
Ruy băng huân chương hạng Ba
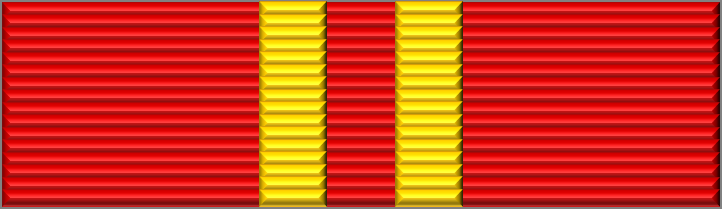
Hạng Nhì
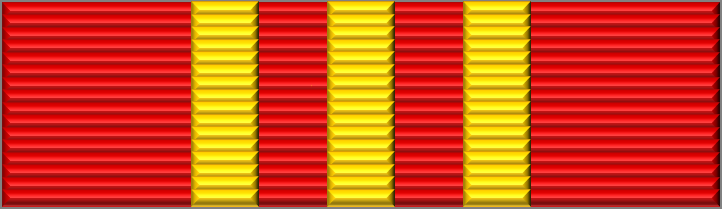
Hạng Nhất